# Институт грибного биоразнообразия Вестердейк
Институт грибного биоразнообразия имени Вестердейк (англ. Westerdijk Fungal Biodiversity Institute), до 2017 года — Центр грибного биоразнообразия CBS-KNAW, или Центральное бюро грибных культур (нидерл. Centraalbureau voor Schimmelcultures, CBS) — научный институт, расположенный в городе Утрехт в Нидерландах. Один из крупнейших микологических научно-образовательных центров в мире, содержит богатую коллекцию грибных и дрожжевых культур.

## История
Центральное бюро грибных культур было организовано в 1904 году для коллекции II Международного ботанического конгресса на базе коллекции профессора Утрехтского университета, ботаника и фитопатолога Фриц Вент (1863—1935). Тогда основанная коллекция стала подразделением Международного общества ботаников. В 1907 году Вент опубликовал список 78 штаммов, хранившихся в коллекции CBS, в Botanisches Centralblatt. Среди первоначальных культур коллекции — типовой штамм Rhizopus oryzae. Сам Вент описывал CBS как «ботанический сад для плесневых грибов».
Вскоре Вент пригласил на должность директора CBS молодую учёную Йоханну Вестердейк, руководившую тогда Фитопатологическим институтом имени Вилли Коммелина Схолтена (WCS). В 1920 году CBS стало частью Нидерландской Королевской академии наук и искусств и вскоре по настоянию Вестердейк CBS и WCS переехали в Барн.
В 1922 году коллекцией дрожжей CBS стал руководить профессор Делфтского технического университета Альберт Ян Клёйвер. Клёйвер и его ученики, в частности, Я. Лоддер и Н. Й. В. Крегер-ван Рей (так называемая «голландская школа»), основали новое направление в систематике дрожжей на основании физиологических признаков.
В 1962 году под руководством директора Агаты ван Бевервейк началось строительство собственной микологической лаборатории CBS в Барне, продолженное Йозефом Адольфом фон Арксом, руководившим организацией с 1963 года.
В 2000 году Центральное бюро грибных культур было перенесено в Утрехт, в одно из зданий, ранее занимаемых Институтом Хюбрехта.
С 2002 года директор Центрального бюро и впоследствии Института — Педро Виллем Краус (род. 1963), сменив в этой должности Дирка ван дер Рея, руководившего CBS с 1990 года.
Куратор грибной коллекции — Герард Верклей, куратор коллекции дрожжевых культур — Маризет Груневалд.
В 2017 году Центральное бюро грибных культур было переименовано в Институт грибного биоразнообразия Вестердейк — в честь Йоханны Вестердейк (1883—1961), первой женщины-профессора в Нидерландах (с 1917 года), директора Центрального бюро в 1907—1958 годах.
На базе CBS издаются микологические журнале Persoonia, IMA Fungus, Studies in Mycology.